# Elvis Tavares
Elvis Tavares Santos, mais conhecido como Elvis Tavares (Rio de Janeiro, 21 de dezembro de 1961), é um advogado, escritor, produtor musical e compositor brasileiro.

## Carreira
É pós-graduado em Propriedade Intelectual pela PUC-RJ e manager da Efrata Music Editora.
É compositor de vários sucessos no meio cristão, como a música Não Há Barreiras em 1986, gravada por Álvaro Tito pela Polygram, hoje Universal Music.[carece de fontes?] A canção tornou-se grande sucesso, sendo regravada por vários outros artistas.
Teve várias parcerias com seu irmão Marcelo Tavares (Precisar Mais Que Merecer) e nos anos 90 conheceu Ed Wilson (in memorian) com quem compôs vários outros hits, como Coração de Carne, famosa na voz de Wanderley Cardoso, e Grito de Socorro, gravada por J. Neto e Victorino Silva.
Teve obras gravadas por vários outros artistas de renome do gospel nacional, entre eles Aline Barros (Caminho pra felicidade), Cristina Mel (Melodia nova), Ed Wilson (O amor chegou de vez), Banda Novo Som (O Jovem Rico) e Nill, ex-integrante do grupo Dominó, que gravou a canção Ser feliz ou não.
Além das composições atuou como produtor prestando serviço para gravadoras como Graça Music, Topgospel e Grapevine.
Elvis também escreveu os livros Álvaro Tito - Uma Biografia Sem Barreiras (Ágape), “Victorino Silva - Biografia (CPAD) e “Os Cães De Caça de Deus do Pentateuco de Moisés ao Nazismo de Hitler”. Ver: agape.com.br, cpad.com.br e editorareflexao.com.br.
Frequentou o Curso de Teologia da Faculdade Evangélica de Tecnologia, Ciência e Biotecnologia do Rio de Janeiro.